# Grutes de l'Alguer

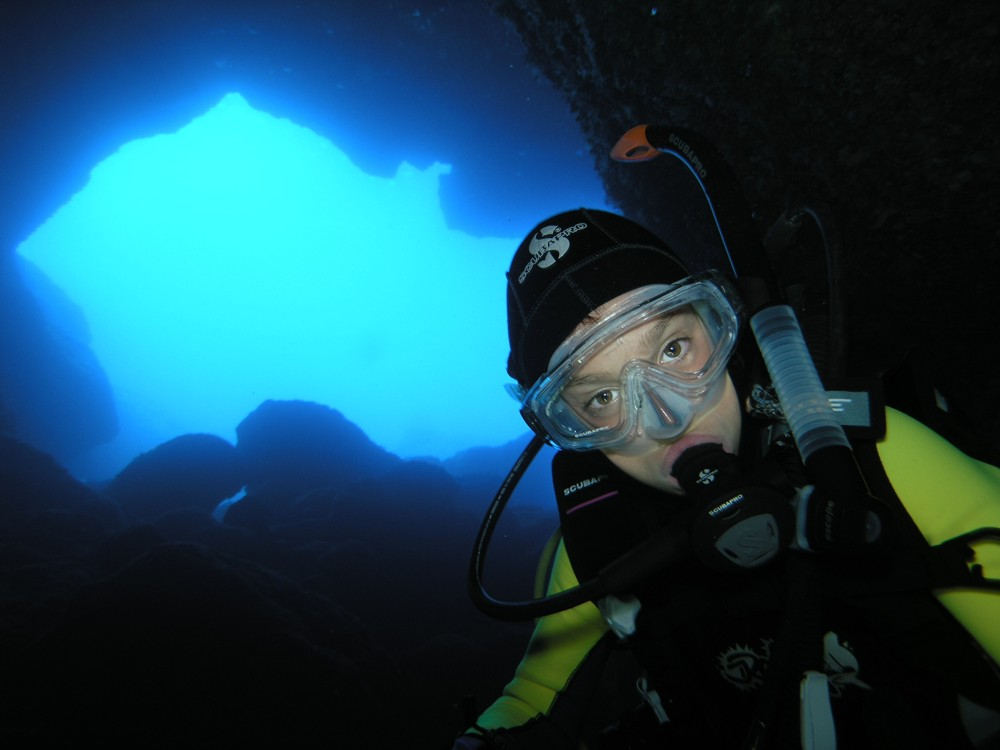
Cova de Nereu.

Les grutes de l'Alguer tenen el seu origen en la naturalesa calcària de les roques en les que es desenvolupen.
El territori extrem nord-occidental de la Sardenya al nord de la ciutat de l'Alguer, que s'enfronta a la badia homònima, a causa de les característiques mineralògiques de les seves roques té molts sistemes càrstics i un nombre relativament gran de coves, tant terrestres com marines, tant a la superfície com submergides, que es troben principalment a la zona de Port del Comte que tenen la major concentració en els promontoris de Cap de la Caça i Punta del Lliri.
Aquestes coves formen part de l'Àrea natural marina protegida Cap de la Caça-Illa Plana i el Parc natural regional de Port del Comte, amb diferents graus de reserva i protecció.
El nombre de coves descobertes en l'actualitat ronda les 50 grans coves i almenys 300 coves petites. La més gran i més famosa, ja que és fàcilment accessible i transitable, és la Cova de Neptú, que és visitada tots els dies d'estiu per milers de persones. Entre les submergides la més important, per ser considerada la major cova submarina de la Mediterrània i per la seva gran concentració de formes de vida, és la Cova de Nereu.

## Coves de superfície
- Cova de Neptú[2]
- Gruta de l'Altar (o Gruta Verda)[3]
- Gruta dels Recams
- Gruta de la Dragunara

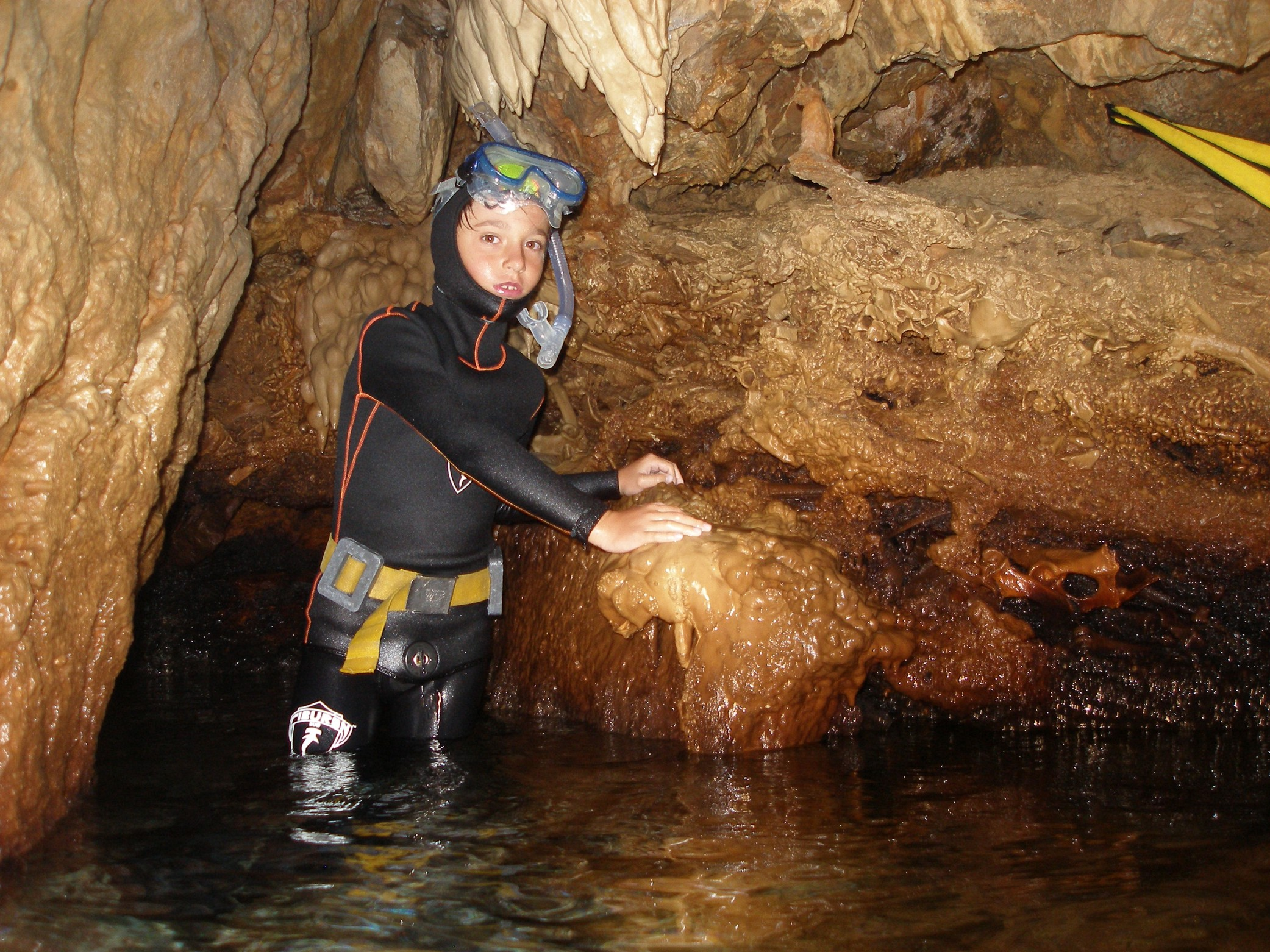
La Cova dels Cèrvols.

- Gruta dels Coloms (Illa Foradada) Part aèrea[4]
- Gruta GEA (Group Espeleologic Algueres)
- Gruta de Maristel·la
- Gruta del Dasterru (Punta del Lliri)
- Gruta del Gaurra
- Gruta de Punta del Lliri

## Grutes submergides

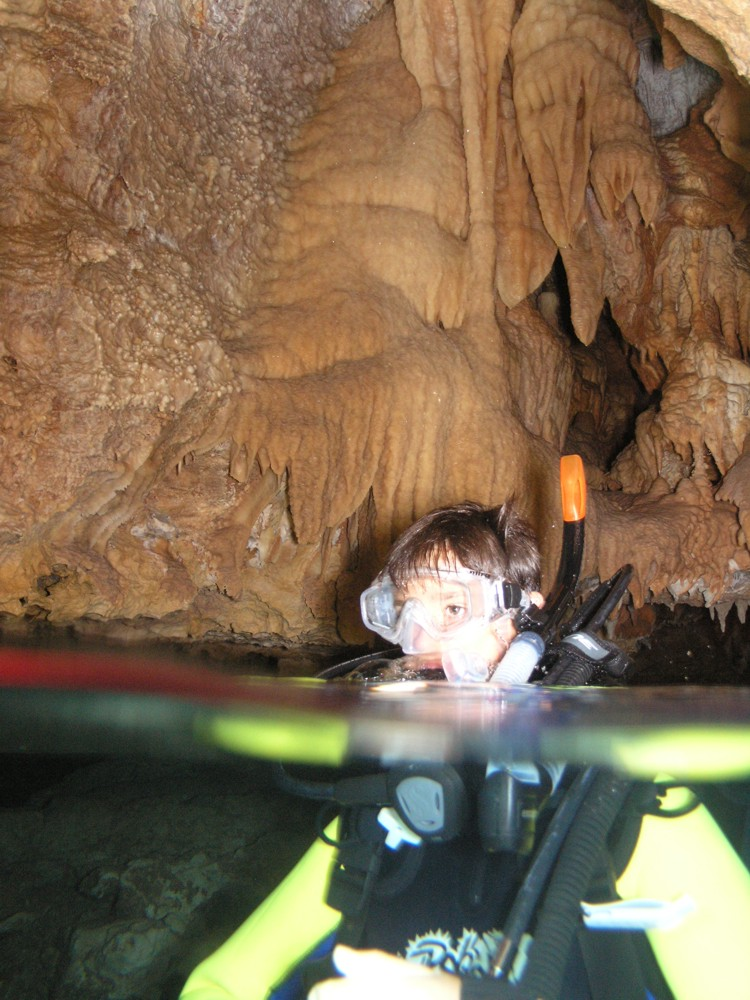
La Gruta dels Fantasmes.

### Grutes submergides de la zona de Cap de la Caça
- Cova de Neptú (Part submergida)
- Gruta de Nereu
- Gruta de la Madonnina
- Gruta del Tunnel
- Gruta del Sifone
- Gruta dels Coloms (Illa Foradada) Part submergida
- Gruta del Dolmen (Illa Foradada)
- Gruta del Cabirol
- Gruta dei Portici
- Gruta del Soffio o del Belvedere

### Grutes submergides de la zona de Punta del Lliri

#### Zona sud
- Grua dels Cèrvols
- Gruta dels Fantasmes
- Gruta de les Estalagtites
- Gruta del Laghetto
- Gruta de les Retepores
- Gruta di Anfitrite o di Falco
- Grottino delle magnoselle

#### Zona Nord
- Gruta del Pozzo
- Grutes de la Bramassa

### Grutes de la zona del Port Agre
- Gruta de les Espígoles
- Gruta Galatea
- Gruta del Coral
- Gruta Ciprea
- Gruta dels Llacs

### Grutes de la zona de l'Illa Plana
- Gruta del túnel blau
- Grutetes de Cala Barca
- Grutetes de Cala Camposanto